# Ribellione di Sasun del 1904
La ribellione di Sasun o insurrezione di Sasun del 1904 (in armeno Սասունի երկրորդ ապստամբութիւնը?, Sasuni yerkrord apstambut'yunĕ, letteralmente Seconda resistenza di Sassoun) è stata una rivolta dei fedayn armeni contro il governo ottomano nell'odierna regione di Sason, oggi nella provincia di Batman in Turchia, da marzo ad aprile. Il governo imperiale voleva impedire la formazione di un'altra regione semiautonoma armena nei sei vilayet dopo la sconfitta nella resistenza di Zeitun. Il Movimento di liberazione nazionale armeno reclutò giovani armeni nella regione di Sason, un'area di circa 12 000 km² a larga maggioranza armena con 1 769 famiglie armene e 155 curde. La regione era in una "fase di sconvolgimento rivoluzionario" poiché gli armeni cristiani locali si erano rifiutati di pagare la tassa islamica (cizye) per sette anni. Sebbene la cizye fosse già stata abolita nel corso delle riforme di Tanzimat, i musulmani locali continuarono a chiedere denaro e beni agli armeni.

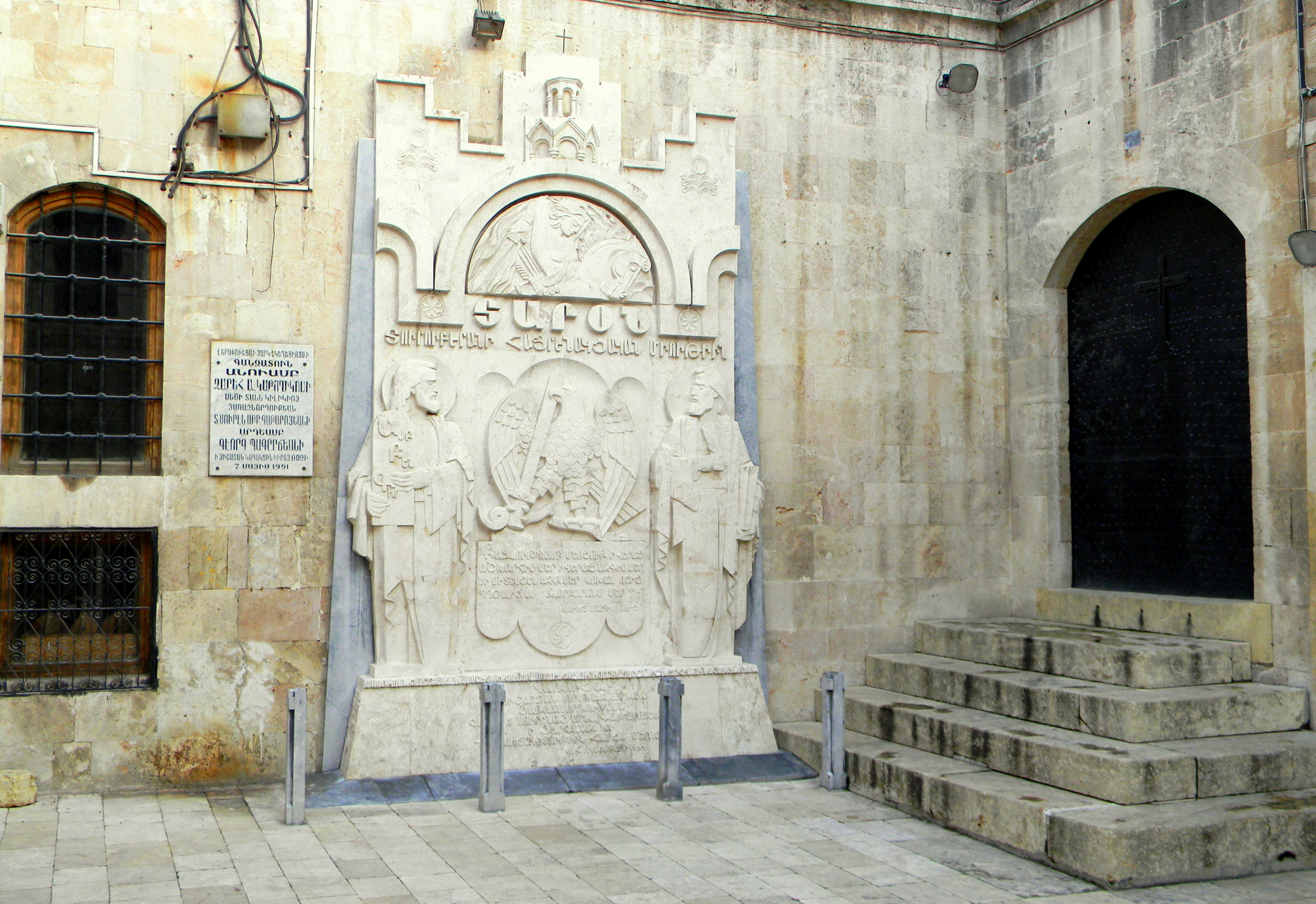
Monumento alla Resistenza di Sasun nella Cattedrale dei Quaranta Martiri ad Aleppo, Siria

La rivolta guidata da Hrayr Tjokhk e Andranik Ozanian fu repressa e migliaia di armeni furono uccisi. I circa 1 000 miliziani armeni, supportati da altri 3 000 armeni di Sason, non riuscirono a fermare i 10 000 attaccanti delle truppe ottomane e i 7 000 curdi comandati dai vali di Bitlis. 

## Sfondo
Il Partito Socialdemocratico Hunchakian (Henchak) e la Federazione Rivoluzionaria Armena (Dashnak) erano due componenti del Movimento di liberazione nazionale armeno attivi nella regione. La prima resistenza Sason fu portata avanti dai fedayeen (Unità di volontariato armeni) del Movimento Nazionale Armeno, che erano Hunchakisti. I conflitti continuarono tra i fedayeen e gli ottomani nei villaggi e molti armeni cristiani furono costretti ad abbracciare l'Islam o il cristianesimo ortodosso; quest'ultimo era principalmente promosso dal consolato russo. Il missionario statunitense Cyrus Hamlin, attivo nella regione, accusò i rivoluzionari armeni del massacro della popolazione cristiana a Sason.
Nella primavera del 1902, un rappresentante della Federazione Rivoluzionaria Armena (ARF), Vahan Manvelyan, fu inviato a Sason per negoziare una tregua con i turchi, per occupare l'area e concentrare le forze per una rivolta più ampia guidata da Manvelyan e dall'attivista locale Hrayr Tjokhk. Questo consolidamento continuò per tutto il 1902 e il 1903. Nel maggio 1903, una milizia guidata da Gorgos "Marrik" arrivò a Sason. Vahan e Hrayr la considerarono troppo piccola e chiesero più truppe. Fu inviato un gruppo di 150 fedayeen guidati da Khan e Onik ma sul confine persiano-turco fu circondato da unità di artiglieria turca e venne quasi completamente spazzato via. Nel febbraio 1903, la Federazione Rivoluzionaria Armena a Sofia, in Bulgaria, accettò di inviare truppe a Sason.
A questo punto, le azioni a Sasun erano state bloccate da una divisione del 4º Corpo dell'esercito ottomano (otto battaglioni, poi aumentati a quattordici). Il suo potere d'attacco totale comprendeva più di 10 000 soldati e agenti di polizia (zaptiye), e più tra 6 000 e 7 000 cavalieri curdi. Le unità armene erano composte da 200 guerriglieri al comando di Vahan, Hrayr e Andranik, insieme a Kevork Chavoush, Murad di Sebastia, Keri e altri. Anche i contadini di 21 villaggi si armarono aggiungendo alle forze armate 1 000 uomini. Andranik e altri dieci fedayn, tra cui Hrayr e Sebouh, tennero una riunione nel villaggio di Gelieguzan nel terzo trimestre del 1903. Andranik suggerì di avviare una rivolta generale in Armenia (Taron e Vaspurakan), che avrebbe disperso le unità turche; Hrayr rifiutò sulla base del fatto che una rivolta armena sarebbe stata inutile senza il supporto di altre popolazioni dell'Impero ottomano e suggerì di concentrarsi sulla difesa di Sason.

## Conflitti armati
La prima azione fu intrapresa da Kevork Çavuş contro i curdi locali (Kor Slo) per prevenire un attacco a cinque villaggi armeni nel territorio controllato dai curdi. Il 17 gennaio, con i gruppi di Murad di Sebastia e Seyto, attaccò i curdi, che (insieme alle truppe turche) si ritirarono a Pasur.
Il ramo occidentale dei Dashnak e del catholicos armeno cercarono di esercitare pressioni diplomatiche sulla Turchia. Il catholicos si rivolse alle Grandi Potenze; gli ambasciatori britannico e francese a Istanbul ebbero udienze con il sultano Abdül Hamid II, ma l'ambasciatore russo si fece da parte. Il sultano promise di inviare eserciti a Sason per stabilire la legge e l'ordine. Gli ambasciatori si offrirono di negoziare con gli insorti a Sason per conto del sultano. Tuttavia, l'ambasciatore russo era in ritardo; quando arrivarono a Sason, l'azione militare aveva già raggiunto il culmine.
Il 20 marzo i turchi completarono i loro preparativi e gli eserciti saccheggiarono numerosi villaggi di frontiera che, sotto il comando di Hrayr, non opposero resistenza. I residenti furono catturati e torturati, ma gli ottomani non seppero nulla dei piani degli insorti. Il piano d'azione degli armeni era il seguente: Hrayr avrebbe difeso Aliank e Shenik; Andranik, a Tapyk, avrebbe ostacolato l'avanzata turca su Gelieguzan; Kevork Chavush avrebbe difeso Ishkhanadzor e Murad di Senastia, Akop Kotoian e Makar Spagantsi avrebbero difeso Chaji Glukh.
Il 2 aprile, i turchi lanciarono un'offensiva su larga scala senza successo con cannoni da montagna. Il 10 aprile arrivò il vali del Vilayet di Bitlis con le truppe e i vescovi armeni di Bitlis e Muş. La seconda battaglia iniziò il giorno successivo. Oltre 7 000 cavalieri turchi entrarono nel villaggio di Shenik; gli armeni li rinchiusero nelle retrovie, intrappolando i turchi tra le posizioni armene davanti e a destra, e con le montagne innevate sulla sinistra. Dopo una battaglia di quattro ore, i turchi abbandonarono i loro cavalli e le armi e si ritirarono sulle montagne, inseguiti dagli armeni. Il 12 aprile il priore del Monastero dei Santi Apostoli presentò ad Arakel un decreto del Catholicos, chiedendo agli armeni di arrendersi in cambio di un'amnistia. I leader armeni, chiedendo più tempo per rispondere, evacuarono e bruciarono diversi villaggi a Gelieguzan durante la notte (terra bruciata). Al tramonto del 13 aprile i turchi avviarono un nuovo assalto.
La difesa era divisa in due gruppi: uno (sotto Sepukh e Murad di Sebastia) andò a Brlik e un altro (sotto Hrayr) andò in montagna. Otto compagnie di turchi e 4000 cavalieri curdi attaccarono Gelieguzan e Hrayr fu ucciso all'inizio della battaglia. Iniziò un feroce combattimento corpo a corpo; dalla parte orientale del villaggio, Andranik e le sue truppe colpirono alle retrovie i turchi. I turchi si ritirarono e (secondo la stampa) ebbero solo 136 vittime; gli armeni avevano sette morti e otto feriti.

Il 14.aprile i turchi attaccarono con rinforzi senza successo; due giorni dopo, il 16 aprile, i cittadini di Ishkhanadzor si ritirarono a Talvorik. I turchi tentarono di tagliarli fuori, ma con l'aiuto delle truppe locali, aprirono uno sfondamento. Il giorno successivo i turchi lanciarono un nuovo attacco, anch'esso respinto. Infine, il 20 aprile i turchi circondarono Gelieguzan con un massiccio bombardamento di artiglieria e i fedayn (guidati da Andranik) si ritirarono di notte a Talvorik. Fino a 20 000 persone (la popolazione di cinque villaggi evacuati) fuggirono, alcune sulle montagne e altre nella pianura di Mush, e furono massacrate. Talvorik resistette fino al 6 maggio, cadendo sotto i rinforzi turchi. Duecento fedayn tra Таlvorik e Gelieguzan resistettero fino al 14 maggio prima di ritirarsi. La vittoria turca fu accompagnata dalle brutalità:
Dopo settimane di combattimenti e bombardamenti di cannoni contro i villaggi armeni (dal punto di vista di Lev Trockij) le unità ottomane e i volontari curdi repressero la rivolta a maggio; la loro forza delle truppe superava molte volte quella degli armeni. In seguito si verificarono ancora scontri minori.
Secondo diverse stime, nei due mesi della rivolta furono uccisi tra i 7 000 e i 10 000 armeni e 45 villaggi furono distrutti.

## Conseguenze
Secondo il diario di guerra di Leon Trotsky, oltre 4 000 abitanti dei villaggi di Sason furono costretti all'esilio dopo la rivolta. L'attenzione internazionale, secondo Trotsky, era concentrata sulla guerra russo-giapponese e, di conseguenza, la rivolta fu in gran parte ignorata dalle potenze europee.
Secondo Christopher J. Walker, i fedayi si avvicinarono "a organizzare una rivolta e scuotere il potere ottomano in Armenia", ma "anche allora era impensabile che l'impero perdesse parte del suo territorio, poiché l'idea di intervento era lontana dalla Russia ".
Abdul Hamid II emise un decreto che vietava agli armeni di tornare a Sason; dopo le proteste diplomatiche cedette e 6 000 armeni si reinsediarono nella regione.